# Avenida de José Ortega y Gasset (Málaga)
La Avenida de José Ortega y Gasset es una vía situada en el oeste de la ciudad de Málaga. La avenida es la vía más larga de Málaga y cuenta con una longitud total de más de 9 kilómetros.  Comienza en la plaza de Cruz de Humilladero y recorre buena parte de la zona occidental de la ciudad atravesando de este a oeste el distrito de Cruz de Humilladero, para finalmente llegar al de Campanillas donde termina a la altura de la calle Cristobalina Fernández. 
La avenida lleva desde el año 1977 el nombre del filósofo y ensayista José Ortega y Gasset, el cual junto a su hermano Eduardo, estudió en el colegio San Estanislao de Kostka situado en El Palo.

## Historia
En esta avenida (conocida por carretera de Cártama) el entonces Ministro de Gracia y Justicia, José Estrada y Estrada colocó, el 27 de agosto de 1930, la primera piedra de la nueva prisión provincial de Málaga, que sería inaugurada en 1933 sólo para reclusos masculinos. El 20 de septiembre de 1936 sería fusilado Pepe Estrada en esa misma cárcel que él había ordenado construir. 
La cárcel quedaría pequeña y eso obligó a construir la actual en Alhaurín de la Torre, que sería inaugurada el 2 de diciembre de 1991. Al final de esta avenida, tras una larga negociación del Ayuntamiento con los asentadores del Mercado de Mayoristas, se produce la inauguración oficial de Mercamálaga, el 25 de abril de 1981. 
En el nº 309 de esta avenida se halla la sede de la Asociación de Polígonos y Parques Industriales y Comerciales de Málaga y Provincia (APOMA) que nació con el objetivo de defender los intereses de los diferentes recintos industriales y comerciales de Málaga.

## Recorrido
La avenida comienza en la plaza de Cruz de Humilladero y recorre buena parte de la zona occidental de la ciudad atravesando de este a oeste el distrito de Cruz de Humilladero, para finalmente llegar al de Campanillas donde termina a la altura de la calle Cristobalina Fernández.